# Wading River (New York)
Wading River est une census-designated place du comté de Suffolk, dans l'État de New York, aux États-Unis,. En 2020, elle compte une population de 7 731 habitants.